# Charnizay
Charnizay település Franciaországban, Indre-et-Loire megyében. Lakosainak száma 468 fő (2022. január 1.). Charnizay Saint-Flovier, Obterre, Bossay-sur-Claise, La Celle-Guenand, Le Petit-Pressigny és Preuilly-sur-Claise községekkel határos.

## Népesség
A település népességének változása:
| Lakosok száma | 876  | 615  | 557  | 489  | 522  | 509  | 502  | 501  | 490  | 468  |
|               | 1968 | 1982 | 1990 | 2006 | 2013 | 2015 | 2017 | 2019 | 2020 | 2022 |